# Allotropha
Allotropha é um gênero de traça pertencente à família Agonoxenidae.